# Štrkovské presypy
Štrkovské presypy jsou přírodní památka v katastrální území obce Šoporňa v okrese Galanta v Trnavském kraji na Slovensku. Území bylo vyhlášeno v roce 1973 a jeho rozloha je 1,78 hektaru. Předmětem ochrany jsou tři písečné přesypy, na vrcholech zpevněné akátovými porosty.